# 격포터미널
격포터미널은 전북특별자치도 부안군 변산면 격포항길 2(격포리 472-46)에 위치한 시외버스및 농어촌버스 터미널이다.
지상 1층 건물로 구성되어 있고 마트, 승차홈이 자리 잡고 있는데 시외버스 승차권 판매는 마트에서 판매를 하고 있다. 부안군 농어촌버스는 2018년이 되고 요금이 단일화되면서 이제 더 이상 터미널에 출입하지 않는다.
근처에 변산반도국립공원의 중심 역할을 하는 격포해수욕장과 채석강이 도보로 이동 가능한 위치에 자리잡고 있다. 그리고 서해훼리호 침몰사고로 유명한 위도로 가는 여객선을 타는 격포항도 터미널에서 도보로 이동 가능한 거리에 위치해 있어서 여름 휴가철에는 사람들이 많이 찾는다.

## 운행 노선

### 시외버스
| 운행 노선   | 운행업체          | 운행구간 | 운행구간 | 운행구간 | 경유지                           | 배차 간격 | 시간표                                      |
| ----------- | ----------------- | -------- | -------- | -------- | -------------------------------- | --------- | ------------------------------------------- |
| 격포 ↔ 전주 | 전북고속 전주고속 | 격포     | ↔        | 전주     | 변산, 부안                       | 1회       | 12:20                                       |
| 격포 ↔ 전주 | 전북고속 전주고속 | 격포     | ↔        | 전주     | 변산, 부안, 김제, 김제역, 완산동 | 2회       | 첫차:13:20(격포 기준) 막차:15:50(격포 기준) |
| 격포 ↔ 정읍 | 전북고속          | 격포     | ↔        | 정읍     | 곰소, 줄포                       | 3회       | 10:10, 12:30, 15:00                         |

## 운송 회사
- 전북고속
- 전주고속